# Lodowiec Beardmore’a
Lodowiec Beardmore’a (ang. Beardmore Glacier) – lodowiec w Górach Transantarktycznych w Antarktydzie Wschodniej.

## Nazwa
Nazwany przez Ernesta Shackletona (1874–1922) na cześć przemysłowca Williama Beardmore’a (1856–1936), szczodrego patrona wyprawy Shackletona . Według Smitha (2014) Shackleton początkowo nazwał lodowiec Great Glacier, a dopiero później przemianował go na Beardmore Glacier . Fiennes (2021) natomiast wspomina, że Shackleton obiecał żonie przemysłowca Elspeth Beardmore nazwać lodowiec na jej cześć, stąd niektórzy autorzy uważali, że nazwa lodowca upamiętnia żonę . 

## Geografia
Lodowiec Beardmore’a oddziela Góry Królowej Aleksandry od Gór Królowej Maud w Górach Transantarktycznych w Antarktydzie Wschodniej . Mierzy około 200 km długości i 40 km szerokości, należy do największych lodowców górskich na Ziemi . 
Spływa z Płaskowyżu Polarnego ku północy do Lodowca Szelfowego Rossa pokrywającego południowe Morze Rossa .
Późniejsze badania w rejonie tego lodowca pozwoliły znaleźć skamieniałe drewno oraz skamieniałości dinozaurów, gadów ssakokształtnych, paproci i koralowców, dowodzące, że dawniej klimat Antarktydy znacznie różnił się od współczesnego .

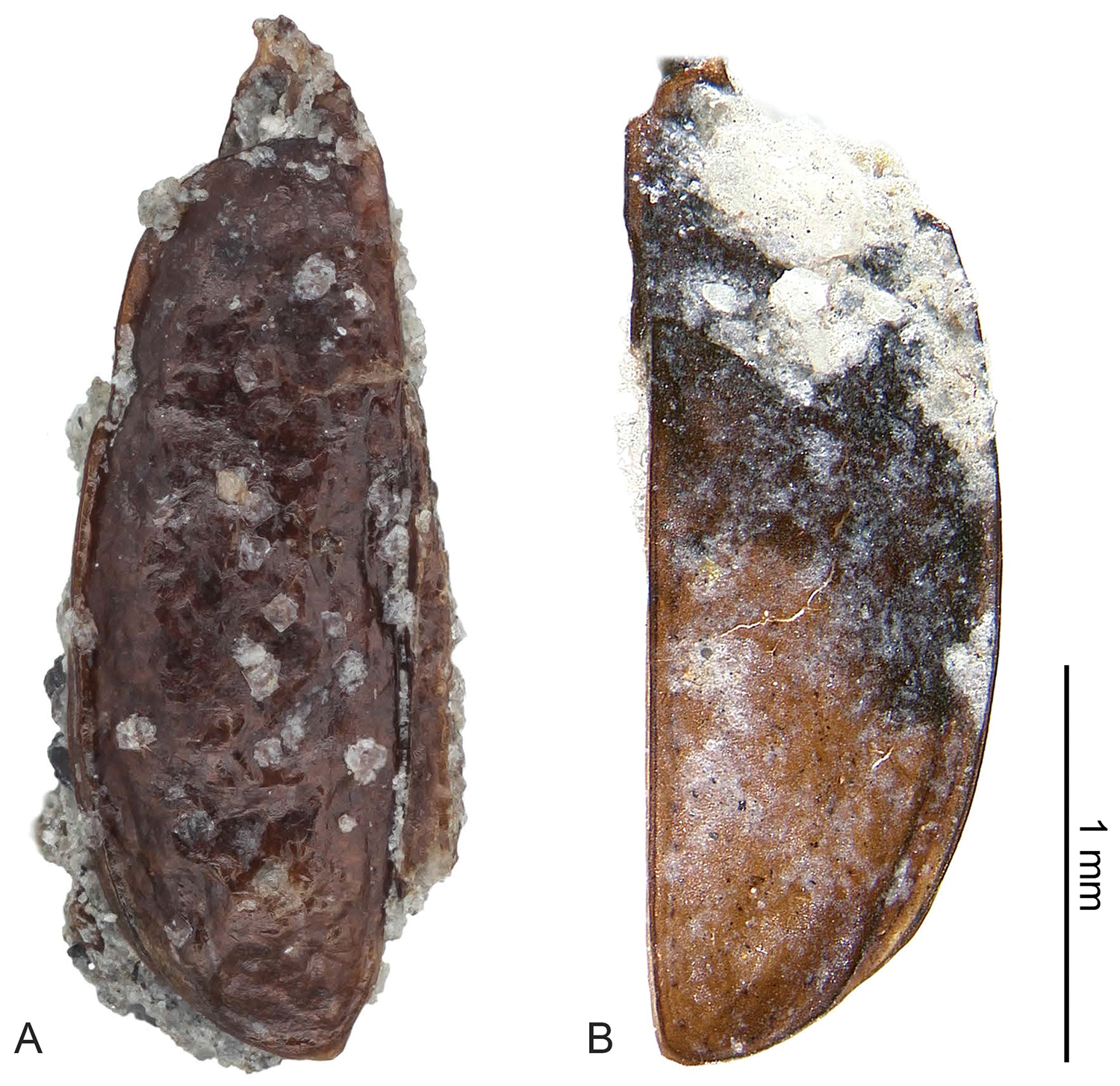
Skamieniałe pokrywy Antarctotrechus balli znalezione w osadach formacji Meyer Desert przy lodowcu

Na Górze Kirkparticka sąsiadującej z tym lodowcem, na wysokości ok. 4100 m n.p.m. w osadach formacji Hanson odkryto także dwa wcześniej nieznane gatunki dinozaurów, drapieżnego kriolofozaura i roślinożernego glacjalizaura . 
W 2016 roku w osadach formacji Meyer Desert Oliver Bluffs przy lodowcu znaleziono skamieniałe szczątki nieznanego wcześniej gatunku chrząszcza, który żył w środkowym miocenie ok. 14–20 milionów lat temu nazwanego Antarctotrechus balli . 
Na relatywnie niewielkim fragmencie lodowca (3×7 km), gdzie występuje niebieski lód, znaleziono ponad 1500 meteorytów.

## Historia
Dolina lodowca stanowi jedną z „bram” w Górach Transantarktycznych, umożliwiających dostęp do Płaskowyżu Polarnego. 
Lodowiec został odkryty w grudniu 1909 roku przez wyprawę Nimroda (1907–1909) pod dowództwem Ernesta Shackletona (1874–1922) . Wyprawa Shackletona przeszła lodowcem w drodze na biegun południowy ; tamtędy też wycofała się po nieudanej próbie zdobycia bieguna.
W 1911 roku również tą trasą przedostała się zmierzająca w stronę bieguna południowego Ekspedycja Terra Nova pod dowództwem Roberta F. Scotta (1868–1912) .